# 韋斯特菲爾德 (紐約州村)
韋斯特菲爾德（英語：Westfield）是位於美國紐約州學托擴縣的村。

## 人口
根據2020年美國人口普查的數據，韋斯特菲爾德的面積為9.80平方千米，皆為陸地。當地共有人口2993人，而人口密度為每平方千米305人。